# Channel One Cup 2021
Channel One Cup 2021 byl hokejový reprezentační turnaj, jenž se odehrál mezi 15. a 19. prosincem 2021 za účasti hokejových reprezentací České republiky, Finska, Švédska, Ruska a Kanady.

## Zápasy
| 15. prosince 2021 16:30 | Rusko | 4 : 3 (1:0, 2:1, 1:2) | Kanada | CSKA Aréna, Moskva Návštěvnost: 8 568 |  |

| Zpráva     |            |          |          |                                |
| Fedotov I. | Fedotov I. | Brankáři | Pogge J. | Rozhodčí: Gofman R. Romasko E. |
| 2 min      | 2 min      | Tresty   | 8 min    | Rozhodčí: Gofman R. Romasko E. |
| 35         | 35         | Střely   | 31       | Rozhodčí: Gofman R. Romasko E. |

| 16. prosince 2021 16:30 | Švédsko | 0 : 1 (0:0, 0:0, 0:1) | Rusko | CSKA Aréna, Moskva Návštěvnost: 6 726 |  |

| Zpráva      |             |          |                 |                                  |
| Hellberg M. | Hellberg M. | Brankáři | Fedotov I.      | Rozhodčí: Sidorenko M. Gofman R. |
|             |             |          | 47:55 Voynov V. | Rozhodčí: Sidorenko M. Gofman R. |
| 4 min       | 4 min       | Tresty   | 2 min           | Rozhodčí: Sidorenko M. Gofman R. |
| 34          | 34          | Střely   | 26              | Rozhodčí: Sidorenko M. Gofman R. |

| 16. prosince 2021 18:00 | Česko | 2 : 3 SN (0:1, 1:0, 1:1 - 0:0 - 0:1) | Finsko | O2 arena, Libeň Návštěvnost: 1 000 |  |

| Zpráva    |           |          |           |                               |
| Hrubec Š. | Hrubec Š. | Brankáři | Sateri H. | Rozhodčí: Jeřábek A Šindel J. |
| 4 min     | 4 min     | Tresty   | 8 min     | Rozhodčí: Jeřábek A Šindel J. |
| 37        | 37        | Střely   | 24        | Rozhodčí: Jeřábek A Šindel J. |

| 17. prosince 2021 13:00 | Kanada | 3 : 1 (1:0, 2:1, 0:0) | Švédsko | CSKA Aréna, Moskva Návštěvnost: 2 502 |  |

| Zpráva                                             |                                                    |          |                 |                               |
| Pasquale E.                                        | Pasquale E.                                        | Brankáři | Reideborn A.    | Rozhodčí: Romasko E. Fraňo M. |
| 19:06 Gormley B. 37:18 O Dell E. 58:33 Genoway Ch. | 19:06 Gormley B. 37:18 O Dell E. 58:33 Genoway Ch. |          | 35:47 Rydahl G. | Rozhodčí: Romasko E. Fraňo M. |
| 10 min                                             | 10 min                                             | Tresty   | 6 min           | Rozhodčí: Romasko E. Fraňo M. |
| 28                                                 | 28                                                 | Střely   | 27              | Rozhodčí: Romasko E. Fraňo M. |

| 18. prosince 2021 9:00 | Finsko | 4 : 1 (2:0, 0:1, 2:0) | Kanada | CSKA Aréna, Moskva Návštěvnost: 5 682 |  |

| Zpráva      |             |          |          |                                |
| Heljanko C. | Heljanko C. | Brankáři | Pogge J. | Rozhodčí: Fraňo M. Hoffmann R. |
| 2 min       | 2 min       | Tresty   | 6 min    | Rozhodčí: Fraňo M. Hoffmann R. |
| 21          | 21          | Střely   | 22       | Rozhodčí: Fraňo M. Hoffmann R. |

| 18. prosince 2021 13:30 | Rusko | 5 : 2 (3:1, 2:0, 0:1) | Česko | CSKA Aréna, Moskva Návštěvnost: 8 445 |  |

| Zpráva      |             |          |                           |                                   |
| Bilyalov T. | Bilyalov T. | Brankáři | Will R. (Hrubec Š. 20:01) | Rozhodčí: Romasko E. Sidorenko M. |
| 8 min       | 8 min       | Tresty   | 6 min                     | Rozhodčí: Romasko E. Sidorenko M. |
| 22          | 22          | Střely   | 29                        | Rozhodčí: Romasko E. Sidorenko M. |

| 19. prosince 2021 9:00 | Česko | 2 : 3 (0:1, 2:0, 0:2) | Švédsko | CSKA Aréna, Moskva Návštěvnost: 4 981 |  |

| Zpráva |

| 19. prosince 2021 13:30 | Rusko | 2 : 3 SN (0:1, 1:0, 1:1 - 0:1) | Finsko | CSKA Aréna, Moskva Návštěvnost: 8 544 |  |

| Zpráva |

## Tabulka
| Poř. | Tým     | Z | V | VP | PP | P | VG | OG | B  |
| ---- | ------- | - | - | -- | -- | - | -- | -- | -- |
| 1.   | Rusko   | 4 | 3 | 0  | 1  | 0 | 12 | 8  | 10 |
| 2.   | Finsko  | 3 | 1 | 2  | 0  | 0 | 10 | 5  | 7  |
| 3.   | Kanada  | 3 | 1 | 0  | 0  | 2 | 7  | 9  | 3  |
| 4.   | Švédsko | 3 | 1 | 0  | 0  | 2 | 4  | 6  | 3  |
| 5.   | Česko   | 3 | 0 | 0  | 1  | 2 | 6  | 11 | 1  |